# Ron Carter (basket-ball)
Pour les articles homonymes, voir Ron Carter (homonymie) et Carter.
Ronald « Ron » Carter Jr  est un joueur de basket-ball américain né le 31 août 1956 à Pittsburgh en Pennsylvanie.
Carter a joué deux saisons en NBA aux Lakers de Los Angeles puis aux Pacers de l'Indiana disputant 59 matchs (7,6 minutes par match) et marquant 176 points (3 par match).
Par la suite, il a travaillé dans le développement urbain, notamment pour le compte du département du Logement et du Développement urbain. Il apparaît à ce titre dans le documentaire Public Housing de Frederick Wiseman en 1997.
Ron Carter est depuis 2010 maire d'une ville de plus de 10 000 habitants (à 89 % de population noire) Benton Harbor dans le Michigan.

## Vie privée
Carter a quatre enfants : deux garçons  Ronald Carter III et Paul M. Carter et deux filles Bria A. Carter et Brooke A. Carter. Ronald Carter III a été deux fois champion National Collegiate Athletic Association de triple saut représentant l'université  de Californie. Paul Carter est basketteur à l'université de l'Illinois à Chicago.